# Żarowo (województwo wielkopolskie)

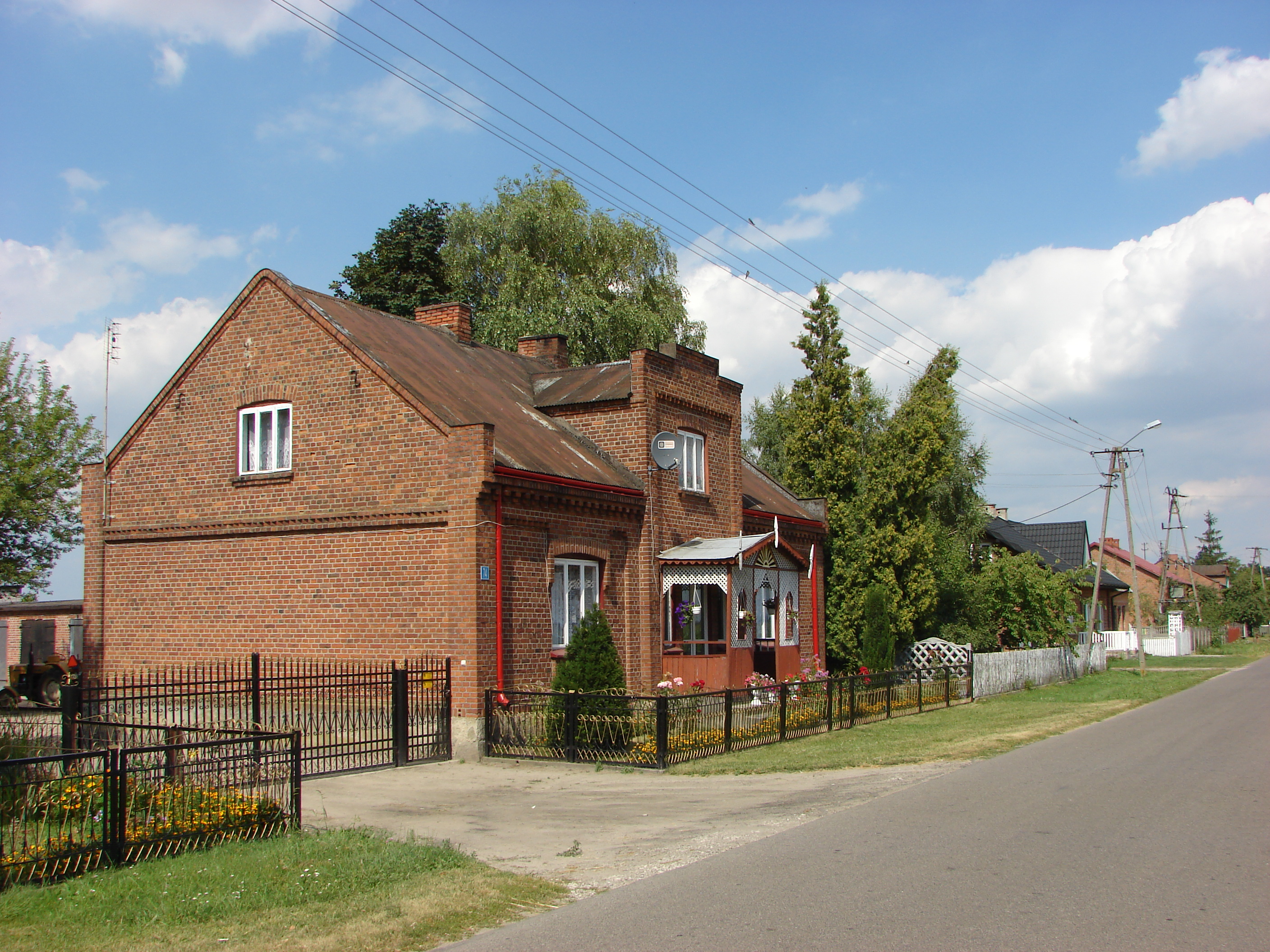

Żarowo – wieś w Polsce położona w województwie wielkopolskim, w powiecie kolskim, w gminie Przedecz.
Wieś królewska położona w II połowie XVI wieku w powiecie przedeckim województwa brzeskokujawskiego, należała do starostwa przedeckiego. W latach 1975–1998 miejscowość należała administracyjnie do województwa konińskiego.
Żarowo leży na Pojezierzu Kujawskim. Wieś znajduje się na granicy województw wielkopolskiego i kujawsko-pomorskiego nad jeziorem Przedeckim. Żarowo od strony północnej graniczy z Rybnem, od południa z Zalesiem, od wschodu z Katarzyną, a od zachodu z Joasinem.
W Żarowie znajduje się budynek byłej szkoły podstawowej i remiza strażacka. 